# I See Ghost (Ghost Gunfighters)
I See Ghost (Ghost Gunfighters) è un singolo del duo francese As Animals, pubblicato nel 2013 come primo estratto dal primo album in studio As Animals.
In Italia il brano è stato pubblicato nel 2014.

## Classifiche
| Classifica (2014) | Posizione massima |
| ----------------- | ----------------- |
| Italia            | 19                |